# Wilfred Haughton
Pour les articles homonymes, voir Haughton.
 (octobre 2018).
Si vous disposez d'ouvrages ou d'articles de référence ou si vous connaissez des sites web de qualité traitant du thème abordé ici, merci de compléter l'article en donnant les références utiles à sa vérifiabilité et en les liant à la section « Notes et références ».
Wilfred Haughton est un dessinateur de bandes dessinées britannique.

## Travaux
Il est connu pour avoir dessiné les premiers Mickey Mouse dans la publication Mickey Mouse Annual ainsi que le premier Donald Duck en 1932, deux ans avant sa naissance officielle. En cela, il est l'un des premiers artistes européens des studios Disney avec l'italien Federico Pedrocchi.
Il réalise de nombreuses petites histoires avec Mickey Mouse, Minnie, Horace, Clarabelle, Dingo. 
À partir de 1936, il réalise les couvertures de la publication, inspiré par les premières histoires de Mickey et sa bande, ainsi qu'une série de quatre longues histoires mettant en vedette Dingo et Toby Tortoise, dans des rôles de détectives.
Il arrête sa collaboration avec Disney en 1939 car il refusait de moderniser son style graphique afin de le mettre en conformité avec les autres productions.